# Tratten (TV-program)
Tratten var ett barnprogram i SVT med Anders Glenmark och Elisabeth Andreasson som programledare. Det hade premiär den 8 januari 1984 och sändes i fem veckor.